# Die große Sehnsucht
Die große Sehnsucht ist ein deutscher Revuefilm aus dem Jahre 1930 von Stefan Szekely mit einer von Camilla Horn angeführten Starbesetzung.

## Handlung
Essenspause in der Kantine: Luis Trenker, Maria Paudler und Hans Adalbert Schlettow sitzen gemeinsam an einem Tisch und plaudern. So beginnt diese Geschichte aus der Welt des Films. Im naheliegenden Atelier sind gerade die Vorbereitungen zu einer neuen großen Produktion in vollem Gange. Bei den Proben muss Regisseur Hall mit Schrecken feststellen, dass sein Star Carla Marventa nicht die Leistung abliefert, die er von ihr erwartet. Zu allem Unglück legt sie auch noch große Divenallüren an den Tag. Jetzt heißt es umbesetzen und einen Marventa-Ersatz finden. Sein Blick huscht kurz über die im Atelier anwesende blonde Komparsin Eva, die diesen Blick missdeutet und glaubt, jetzt sei auf jeden Fall für sie die Chance ihres Lebens gekommen. Kurzerhand spricht sie Hall an, im Glauben, die Marventa beerben zu können … und erntet nur Hohngelächter, denn wer ist sie schon? Ein Niemand! Als Conrad Veidt, der Star des zu drehenden Films, dazukommt und glaubt, Eva sei seine Filmpartnerin, ist ihr dies furchtbar peinlich, und sie läuft davon. Hall weiß noch immer nicht, wen er anstelle der Marventa besetzen soll und durchstöbert verzweifelt zahllose Fotos von Darstellerin, anstelle zu der von Anny Ondra in ihrer Garderobe ausgerichteten Geburtstagsfeier zu gehen. Da ihm keine bessere Idee einfällt, schickt der Regisseur Eva das Rollenmanuskript zum Einstudieren zu, man weiß ja nie …
Mit ihrem Freund Paul Wessel, der sich wie sie als Komparse durchs Leben schlägt, probt sie daheim intensiv. Um das Ganze professionell abzurunden, bittet Eva Fritz Kortner darum, ihre mögliche Rolle mit ihr noch einmal durchzugehen und etwaige Fehler auszumerzen. Das Ergebnis kann sich sehen lassen, denn tatsächlich wird Eva engagiert. Dies ruft Neider auf den Plan, denn es könne ja nicht sein, dass eine Debütantin gleich die Hauptrolle bekommt. Ein Fall von „Besetzungscouch“ wird vermutet und dass Eva ein Verhältnis mit dem Regisseur haben müsse. Paul, der diese Verdächtigung aus dem Mund eines Komparsenkollegen vor Zeugen vernimmt, schlägt den Verleumder kurzerhand nieder und zeigt damit, dass er noch immer zu Eva hält. Bald aber muss auch er konstatieren, dass sich Eva ihm immer mehr entfremdet hat. So kommt es zwischen den beiden erst zu einem heftigen Streit und schließlich zum endgültigen Bruch. Eva, die bereits einen Nervenzusammenbruch hinter sich hat und Paul aufrichtig liebt, will ihm nachlaufen, wird aber von Regisseur Hall zurückgehalten. Als er Eva fragt, ob er die Dreharbeiten mit ihr unterbrechen solle, bis sie ihre Privatangelegenheiten geregelt habe, verneint dies die ehrgeizige Nachwuchsmimin: Ihre Liebe zum Beruf, „die große Sehnsucht“, endlich ein Filmstar zu werden, ist ihr wichtiger als privates Glück. Für ihre Rückkehr aufs Set, die als Zeichen hoher Professionalität gewertet wird, erhält sie im Studio großen Applaus.

## Produktionsnotizen
Die große Sehnsucht entstand zwischen dem 2. und dem 24. Juli 1930 im Efa-Atelier Berlin. Der Film besitzt dank der Mitwirkung von nahezu drei Dutzend Prominenter der Weimarer Republik aus der Unterhaltungsbranche eine Stardichte, wie man sie danach in Deutschland nur noch einmal sehen konnte: 1938 in dem Remake Es leuchten die Sterne. Regie führte dort Hans H. Zerlett, der in Die große Sehnsucht einen Gastauftritt absolvierte.
Die Musiktexte lieferten Chefkomponist Friedrich Hollaender, Karl Brüll, Rudolf Eisner und Erwin W. Spahn. Die musikalische Leitung übernahm Paul Dessau. Die Produktionsleitung hatten Joe Pasternak und Eugen Tuscherer. Die Filmbauten entwarf das Architektenduo Hans Sohnle und Otto Erdmann. Die Kostüme kreierte der Ungar Tichomar Varady, für den Ton sorgte Alfred Norkus. László Benedek assistierte Regisseur Szekely, Otto Stein wirkte an dieser Produktion als Standfotograf mit.

## Musiknummern
Folgende Musiktitel wurden gespielt:
- Alles was schön ist, hört einmal auf (Musik: Friedrich Hollaender / Text: Hollaender)
- Bleibe bei mir ! (Hollaender / Hollaender)
- Das Mädel hat Sexappeal (Joe Alex / Karl Brüll, Erwin W. Spahn)
- Ich wünsch’ mir was (Hollaender / Hollaender)
- Lou-Lou (Frank Strip / Brüll, Rudolf Eisner)

Die Lieder erschienen im Musikverlag Edition Karl Brüll, Berlin.

## Weiteres Wissenswertes
Die Idee, zahlreiche Filmstars mit Gastrollen als Rahmen für eine Geschichte aus dem Showgeschäft einzusetzen, wurde vor allem in Hollywoodproduktionen der 1930er und 1940er Jahre wie etwa Wir schalten um auf Hollywood, Star Spangled Rhythm, Hollywood-Kantine oder Ein tolles Gefühl immer wieder umgesetzt.

## Kritiken
Die Österreichische Film-Zeitung schrieb: „Der Film der 36 Stars! Das ist an und für sich schon eine Leistung, denn es ist keine Kleinigkeit, so viel Prominente im Rahmen eines Films vorzuführen, ohne daß einer den anderen erdrückt. Dieses „Problem“ ist hier in ganz hervorragender, reizvoller, interessanter Weise gelöst. Das einzig geeignete, mögliche Milieu für einen solchen Zweck konnte nur das eines Filmateliers sein […] Von ungewöhnlichem Liebreiz ist Camilla Horn in der Rolle der jungen Komparsin.“
Paimann’s Filmlisten befand: „Wieder einmal ein Atelier-Betrieb, Entstehen eines Films, mit beachtenswerten Mitteln – sorgfältige Aufmachung, hörenswerte Musik und nette Regieeinfälle – gestaltet, dazwischen, mit einigen Strichen skizziert, das Privatleben derer vom Bau. Dialoge zweckmäßig und treffend, Darstellung sorgfältig, Photographie und tonliche Wiedergabe gut.“